# Мартинес, Сюзана
Сюзана Мартинес (англ. Susana Martinez; род. 14 июля 1959, Эль-Пасо, Техас) — американский политик, представляющий Республиканскую партию. 31-й губернатор штата Нью-Мексико (2011—2018). Мартинес — первая женщина-губернатор Нью-Мексико и первая латиноамериканская женщина-губернатор в США.

## Биография

### Ранние годы и образование
Сюзана Мартинес родилась и выросла в Эль-Пасо, штат Техас. В середине 1980-х годов она переехала в Лас-Крусес, Нью-Мексико. Мартинес происходит из среднего класса. Её отец был боксёром-любителем и трижды выигрывал награду «Золотые перчатки» в 1950-х годах, а также работал заместителем шерифа округа Эль-Пасо, штат Техас.
9 сентября 2011 года Мартинес заявила, что она не знала, что её предки иммигрировали в страну нелегально. После более тщательного исследования выяснилось, что они закон не нарушали, и что она является потомком мексиканского революционного генерала Торибио Ортеги.
В 1977 году Сюзана окончила среднюю школу Риверсайд в Эль-Пасо, где была одной из лучших учениц в классе.
В 1980 году она получила степень бакалавра в Техасском университете в Эль-Пасо. А затем, в 1981 году продолжила образование в юридическом колледже Оклахомского университета, который окончила в 1982 году, получив степень доктора права.

### Карьера в окружной прокуратуре
C 1986 по 1992 год Мартинес был помощником окружного прокурора 3-го судебного округа Донья-Ана.
В 1996 году Мартинес была избрана окружным прокурором в 3-й судебный округ, набрав почти 60 % голосов. Она трижды была переизбрана на эту должность. На посту окружного прокурора Мартинес сосредоточилась на делах, связанных с коррупцией и жестоким обращением с детьми.
В 2008 году журнал Heart Magazine назвал Мартинес «Женщиной года» за её активную защиту детей. В марте 2010 года прокурорский отдел коллегии адвокатов штата назвал её «Прокурором года» в Нью-Мексико.

### Губернатор штата Нью-Мексико
Выборы 2010
1 июня 2010 года Мартинес была выдвинута кандидатом на выборах губернатора штата Нью-Мексико от Республиканской партии. Одним из пунктов её программы было обеспечение охраны мексикано-американской границы от нелегальных мигрантов. От Демократической партии баллотировалась Дайан Дениш. На состоявшихся в ноябре 2010 года выборах Мартинес набрала 53,3 % голосов и была избрана губернатором на 4 года. Эти выборы, вместе с одновременно проходившими выборами в Оклахоме, стали третьими и четвёртыми в истории губернаторскими выборами, на которых за высший пост в штате боролись две женщины.
Мартинес является противницей абортов. Она также выступает против однополых браков. Мартинес поддерживает сбалансированный бюджет и более низкие государственные расходы. Мартинес выступает против употребления марихуаны в медицинских целях в Нью-Мексико, однако указывает, что отмена существующего закона не является приоритетной задачей.
Выборы 2014
В октябре 2013 года Мартинес заявила о намерении баллотироваться на второй срок. К этому моменту она уже собрала свыше 2,2 миллионов долларов взносов на предвыборную кампанию, что почти в пять раз превышало сборы её любого из её возможных соперников, которые участвовали в праймериз демократов. От республиканцев у Мартинес конкурентов не возникло. 4 ноября 2013 года определился кандидат от демократов — им стал генеральный прокурор штата Нью-Мексико Гэри Кинг, набравший получил 35 %. На состоявшихся в 4 ноября 2014 года выборах Мартинес набрала 57 % голосов и была переизбрана на следующие 4 года.

## Личная жизнь
Муж Мартинес, Чак Франко, на протяжении более 30 лет работал в полиции округа Дона-Ана. У Сюзаны Мартинес есть пасынок Карло, служивший в ВМС США.